# Wellington (Utah)
Wellington è una città degli Stati Uniti d'America, situata nello Stato dello Utah, nella Contea di Carbon.